# 髙橋翔聖
- 高橋翔聖

髙橋 翔聖（たかはし しょうせい、2005年12月17日 - ）は、台湾台北市出身のプロ野球選手（投手・育成選手）。右投右打。東京ヤクルトスワローズ所属。登録名は翔聖（しょうせい）。
徐 翔聖〈シュウ・シャンセン、Shiang-Sheng Hsu〉の台湾名を持つ。

## 経歴

### プロ入り前
幼稚園の2年間は日本で過ごした。その後は台北で育った。小学5年時の2013年WBCの日本対チャイニーズタイペイを見て野球を始める。2023年全国木製バット高校野球選手権で最優秀投手賞、ベストナイン投手部門を受賞している。
2023年10月16日に行われたプロ野球ドラフト会議にて東京ヤクルトスワローズから育成1位での指名を受ける。なお、台湾の現役高校生が日本のプロ野球ドラフト会議にて指名を受けたのは初。
2024年6月に高校を卒業。高校の卒業式が行われた6月5日の翌6日に育成契約を締結し、同10日に入団会見が行われ、同日付けで育成選手登録公示された。背番号は017、登録名は翔聖（しょうせい）。

### ヤクルト時代
同年はイースタン・リーグで2試合に登板した。
2025年2月に台北ドームにて行われた2026 ワールド・ベースボール・クラシック台北予選の2月23日に行われたニカラグア戦に先発投手で代表戦初出場。2イニングを投げ4安打、失点2点、三振1という成績だった。

## 選手としての特徴
188cm、81kgの恵まれた体格の持ち主で、スリークォーター気味の投球フォームから投げる最速151km/hの直球が魅力の右腕。変化球はカーブ、スライダー、チェンジアップ、ツーシームを投げる。

## 人物
父は台湾籍、母は日本国籍で、高橋は両国籍を持つ。母親が日本人ということもあり、台湾語と日本語を喋ることが出来る。

## 詳細情報

### 背番号
- 017（2024年[8] - ）

### 登録名
- 翔聖（しょうせい、2024年[8] - ）